# North Manchester
North Manchester é uma cidade  localizada no estado americano de Indiana, no Condado de Wabash.

## Demografia
Segundo o censo americano de 2000, a sua população era de 6260 habitantes.
Em 2006, foi estimada uma população de 5932, um decréscimo de 328 (-5.2%).

## Geografia
De acordo com o United States Census Bureau tem uma área de
9,3 km², dos quais 9,3 km² cobertos por terra e 0,0 km² cobertos por água.

## Localidades na vizinhança
O diagrama seguinte representa as localidades num raio de 20 km ao redor de North Manchester.